# The Crescendos
The Crescendos war eine US-amerikanische Rock’n’Roll-Gruppe aus Nashville, Tennessee, die 1957 von fünf Absolventen der dortigen Cumberland High School, darunter Leadsänger George Lanius, gegründet wurde. 

## Bandgeschichte
Die Formation spielte bei einem Talentwettbewerb, als der Nashville-DJ Noel Ball auf sie aufmerksam wurde. Er stellte den Kontakt zu Nasco Records her, woraufhin es 1957 zum Abschluss eines Plattenvertrages kam. Im November desselben Jahres erschien die Debütsingle Oh Julie, bei der die zufällig im Studio anwesende Sängerin Janice Green im Background zu hören ist. Im Januar 1958 stieg der Titel in die Billboard R&B- und Popcharts, wo er jeweils die Top 5 erreichte.
Nachdem 1958 zwei weitere bei Nasco erschienene Singles, School Girl und Rainy Sunday, gefloppt waren, trennte sich die Gruppe 1959. Bis 1961 verlegte das ebenfalls in Nashville ansässige Label Scarlet die Singles Let’s Take a Walk und Angel Face. Erfolg stellte sich aber nicht mehr ein, was das Quintett zum One-Hit-Wonder macht. Nach der Trennung trat die Band nie wieder gemeinsam auf. Die Musiker verfolgten individuelle Karrieren außerhalb des Musikbusiness.

## Besetzung
- George Lanius
- James Lanius (Cousin von George Lanius)
- Ken Brigham
- Tom Fortner
- Jim Hall

## Diskografie

### Alben
- 1962: Oh Julie (Guest Star 1453)
- 1991: Sweet Dreams About … (Scarlet 1453)
- 2002: Sweet Dreams About … 20 Original Recordings (Teenager 609)

### Singles
| Jahr | Titel Musiklabel    | Höchstplatzierung, Gesamtwochen, AuszeichnungChartplatzierungen (Jahr, Titel, Musiklabel, Platzierungen, Wochen, Auszeichnungen, Anmerkungen) | Höchstplatzierung, Gesamtwochen, AuszeichnungChartplatzierungen (Jahr, Titel, Musiklabel, Platzierungen, Wochen, Auszeichnungen, Anmerkungen) | Anmerkungen |
| Jahr | Titel Musiklabel    | US | R&B | Anmerkungen |
| ---- | ------------------- | --- | --- | --- |
| 1958 | Oh Julie Nasco 6005 | US5 (18 Wo.)US | R&B4 (12 Wo.)R&B | Erstveröffentlichung: November 1957 nicht zertifizierter Millionenseller Autoren: Kenneth R. Moffitt, Noel Ball |

Weitere Singles
- 1958: School Girl (Nasco 6009; VÖ: April)
- 1958: Rainy Sunday (Nasco 6021; VÖ: Oktober)
- 1960: Let’s Take a Walk (Scarlet 4007; VÖ: November)
- 1961: Angel Face (Scarlet 4009; VÖ: April)